# ناروتو ۹۴۳۵۶
سیارک ۹۴۳۵۶ (به انگلیسی: 94356 Naruto، نامگذاری:2001QE178) نود و چهار هزار و سیصد و پنجاه و ششمین سیارک کشف شده‌است که در ۲۸ اوت ۲۰۰۱ کشف شد.